# Tiradors d'Ifni
Els Tiradors d'Ifni eren unitats de voluntaris d'infanteria de l'exèrcit espanyol, majoritàriament reclutats a l'enclavament d'Ifni. Originalment era compost d'infanteria indígena reclutada al Marroc, formant part de l'Exèrcit d'Àfrica i comandat per oficials espanyols. Aquestes tropes van tenir un paper en la Guerra Civil Espanyola (1936 a 1939).

## Història
El Govern de la Segona República Espanyola, per Decret del 9-VI-1934, va ordenar la creació d'una guarnició territorial aquarterada a Sidi Ifni, i que la força prendria el nom de Tiradors d'Ifni.
Abans de la Guerra Civil Espanyola els Tiradors d'Ifni constaven de 31 oficials (inclosos 10 marroquins), 38 oficials no comissionats i 1.166 soldats de tropa. Durant la guerra civil els Tiradors enviaren sis banderes a lluitar a la Península. També apareix llistada per separat una Bandera de Ifni-Sahara.
Els Tiradors d'Ifni foren dissolts després de la retrocessió d'Ifni al Marroc en 1969. Durant la seva existència de 1934 a 1959 foren modelats segons els tirailleurs de l'Exèrcit francès

## Uniformes
Els Tiradors portaven generalment un uniforme semblant als dels Regulars amb l'afegitó d'una siroquera. Tant els soldats com els oficials portaven un fes al cap, amb una camisa de color sorra i calces amb equip de cuir marró. Els oficials espanyols portaven una variant de color sorra de l'uniforme estàndard de l'exèrcit espanyol.

## Insígnies
La insígnia original usada era una estrella de cinc puntes groga oberta amb un pegat de tela de diamant vermell. Després de 1937, l'estrella es va col·locar sobre una creixent blanca de punts i el color es va canviar a blau.